# Meelis Zaia
Meelis Zaia – duchowny Asyryjskiego Kościoła Wschodu, od 1985 biskup Australii i Nowej Zelandii. Sakrę otrzymał w marcu 1985 roku. Członek Świętego Synodu.